# Dolmen de la Pastora
Le dolmen de La Pastora est un dolmen situé à Valencina de la Concepción, près de Séville, dans le sud de l'Espagne. 
Découvert en 1860, c'est un tholos avec un long couloir qui se termine par une chambre circulaire à l'arrière. Le toit et le sol sont construits avec de grandes dalles ; les murs sont faits de dalles d'ardoise qui forment un faux dôme dans la chambre par le rapprochement des couches. Le couloir est divisé en trois sections séparées par des dalles saillantes qui servent de portes et de marches. La partie initiale a été très mal conservée, le toit et une partie des murs latéraux ayant disparu. L'orientation de l'entrée vers l'ouest est différente de celle du reste des mégalithes andalous dont l'accès se fait par l'est.
Ce dolmen est l'un des nombreux dolmens de Valencina de la Concepción qui peuvent être visités.

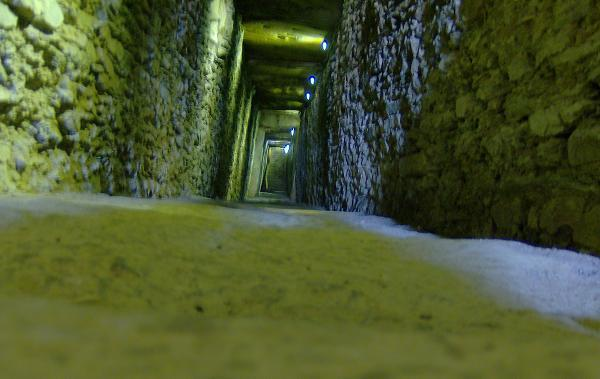
Entrée du dolmen.
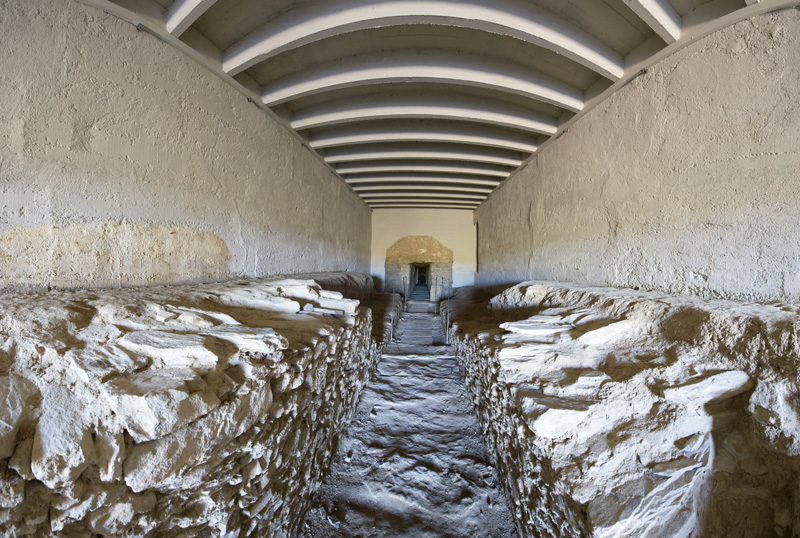
Couloir du dolmen.